# リス・アシア
リス・アシア（Lys Assia、1924年3月3日 - 2018年3月24日）は、アールガウ州ラッパーズヴィール出身のスイスの歌手である。
出生名はRosa Mina Schärerといい、幼い頃からダンサーとして活躍していたが、1940年に女性歌手の代役を務め、評判が良かったことがきっかけで、ダンサーから歌手に転向した。
1956年、彼女はこの年初めて開催されたユーロビジョン・ソング・コンテスト1956でRefrain (ルフラン)を歌い、優勝した。またこの年、ドイツの国内予選の決勝にも出場した。1957年と1958年にもスイス代表として出場し、8位、2位となっている。
2018年3月24日にチューリッヒにて死去。94歳没。

## 曲
- オー・マイ・パパ Oh Mein Papa-雪村いづみ、ペギー葉山等がカバー。
- Ein kleiner goldner Ring
- Refrain(ルフラン)
- Das alte Karussell(古い回転木馬)
- Holland Mädel
- Jolie Jacqueline
- L'enfant que j'étais(子供だった私)
- Giorgio(ジョルジオ)